# Покровский собор (Барановичи)
Покровский собор, Собор Покрова Богородицы — старейший из существующих православных храмов в Барановичах, крупнейший в Беларуси памятник архитектуры неоклассицизма. Высокую художественную ценность имеют мозаичные украшения собора, представляющие собой свидетельство высокого искусства русской художественной школы.

## История

### Предыстория
Деревянная православная церковь, построенная в Барановичах в 1908 году на территории нынешнего собора, в 1915 году во время Первой мировой войны была увеличена за счёт пристроек. Однако в ночь на 2 мая 1921 года, после праздничной вечерни первого дня Пасхи, храм сгорел. Благодаря собравшимся утром на пепелище православным жителям города приход принял решение восстановить церковь. В руководство избранного вскоре комитета по постройке нового храма вошли сенатор польского Сейма Алексей Назаревский, протоиерей Павел Мацкевич и церковный староста Яроцкий.

### Строительство храма
Церковь первоначально хотели восстановить из дерева по проекту архитектора Ежи Жолондковского, однако два года проект о её постройке пробыл у властей Новогрудского воеводства, будучи не утверждён. Тогда согласно принятому комитетом по постройке при поддержке архиепископа Дионисий решению строить кирпичный храм был составлен первый план, автором которого явился варшавский архитектор Николай Оболонский.
С учётом новости о решении польских властей уничтожить Варшавский собор Александра Невского и законсервировать его мозаики первоначально было принято решение возвести храм в Барановичах в виде уменьшенной копии варшавского собора, но впоследствии от него отказались; при этом об этом первоначальном плане напоминают большие подземные и цокольные помещения, оставшиеся от него. В разработке проекта включился архитектор Станислав Филисевич. Решение разместить мозаики в новом барановичском храме, потребовавшее использования особых архитектурных приёмов, стало, наряду с выбором территории, одной из причин, по которой, согласно исследователю С. Харевскому, стилистических аналогов собора не существует.
Уже 6 августа 1924 года закладка нового храма была торжественно освящена. Цена проекта составила 147 тысяч злотых. Из них 36 тысяч злотых было собрано в 1925—1928 годах жителями Баранович, 8 тысяч выдал Барановичский городской магистрат, а власти Польши благодаря сенатору Назаревскому отчисляли три года подряд по 58 тысяч злотых.
20 ноября 1928 года состоялась торжественная установка куполов на церковь, в которой вплоть до 1931 года велись работы посредине храма, в частности, оформлялись иконостасы и выкладывалась мозаика из Варшавского собора Александра Невского. 4 октября 1931 года состоялось освящение собора Покрова Богородицы архиепископом Гродненским и Новогрудским Алексием (Громадским). В список памятников архитектуры Покровский собор, в 1949 году ставший единственным действующим православным храмом в Барановичах и остававшийся им долгое время, вошёл в 1953 году и был взят под охрану государством.

## Архитектура
Представляет собой кирпичный крестово-купольный храм. К основному объёму храма, четырёхстолпному и квадратному в плане, примыкают с востока три полукруглые апсиды; накрывает его полусферический (в треть сферы) купол с двумя оболочками. Данный купол, на момент постройки наибольший в крае по размеру, освещается шесть круглыми люкарнами, которые расположены по всему диаметру, и увенчан шаром с крестом.
Монументальные четырёхстолпные портики украшают северный и южный фасады собора с трёхугольными фронтонами, оформляя собой боковые входы. Декором же этих сильно вынесенных портиков служит сильно стилизованный ионический ордер. Таким образом достигается достаточно праздничное оформление данных входов, открываемых только во время больших праздников. Основной объём и примыкающую к нему четырёхгранную (квадратную плане) трёхъярусную колокольню, увенчанную четырёхгранным полусферическим куполом с высоким шпилем и по углам декорированную спаренными колоннами, связывает с запада узкая, протяжённая трапезная. Для насыщенного декора самой колокольни были использованы разные элементы, как-то: полуколонны, угловые одинарные и спаренные колонны, мощные лопатки, а также профилированные карнизы. Результатом использования данных элементов, которые, по мнению Хоревского С. В., хоть и относятся к классицизму, но весьма при этом вольно истолкованы, стали взаимоупорядоченные и в то же время отдельные для каждого из ярусов ритмы. Полуциркульный тимпан, вставленный между двух полуколонн, выделяет главный вход. Чтобы окаймить прямоугольные оконные проёмы, украшенные кованными решётками, и ниши фасадов, в архитектуре собора использованы неглубоко профилированные наличники с треугольными сандриками. Полукруглую апсиду фланкируют ризницы со сферическим покрытием. Обширные подвальные помещения (соборная канцелярия) в цокольном этаже храма имеют самостоятельные наружные входы, под ними расположена большая крипта, а под алтарной же частью — ризница. Как экстерьер, так и интерьер собора украшают мозаичные панно (с частичной утратой смальты).
Световой барабан, поддерживаемый четырьмя восьмигранными столбами, открывается в молитвенный зал, перекрытый плоским потолком. Трёхъярусный иконостас выполнен в русском стиле с резными царскими вратами и образами XIX — начала XX веков, такими как «Иисус Христос Благовещальный», «Святой Лаврентий», «Матерь Божия с младенцем», «Святой Стефан», «Спас с предстоящими», «Христос со сферою», «Благовещение», «Спас Пантакратор» (первая половина XVIII века, перенесён с могильной церкви Александра Невского). Также хранится образ в серебряном окладе «Матерь Божия Жировицкая» (1847) и многое другое. Кроме того, данный иконостас, привезённый некогда из бывшей домовой церкви Варшавского королевского замка, считается одним из наибольших в Белоруссии. Образа этого иконостаса были написаны как в русской, так и в академической манере. Среди авторов данных икон, представляющих собой уникальные образцы искусства, присутствуют Васнецов, Бруни и Врубель.
Три цилиндрические башни с лукоподобными куполами оформляют источник, находящийся перед источником. Вход на соборное кладбище пролегает через трёхарочные ворота.

## Мозаика

### Варшавский собор
Мозаики Покровского собора изначально были сделаны для Варшавского собора Александра Невского, который строился 19 лет и был освящён в 1912 году. Они были созданы по эскизам Виктора Васнецова, Николая Кошелева, Николая Бруни и Виктора Думитрашко (иногда указывается и Андрей Рябушкин) и выполненные в 1902—1911 годах в крупнейшей на то время петербургской мозаичной мастерской известного художника Владимира Фролова путём как простого, так и обратного набора шлифованной смальты. Так, сначала смальта внешней стороной наклеивалась на картон в технике обратного набора, а затем — уже на месте, в Варшаве — путём простого набора смальты монтаж перекладывался на бетон. Фролов сам лично подбирал смальту, руководя всем процессом в целом. В оформлении собора наряду с мрамором и гранитом были использованы драгоценные и полудрагоценные камни.
Дискуссия о том, как быть с православным храмом, по мнению многих, символом российской оккупации, разгорелась сразу после обретения Польшей независимости в 1918 году. На окончательное решение разрушить храм, принятое в 1923 году, повлияла советско-польская война. Разрушение продолжалось с 1924 года вплоть до 1926-го. Так, для уничтожения лишь одних стен понадобилось 14 800 взрывов. При этом православным жителям разрешили спасти мозаики, иконостасы, образа и прочее церковное имущество, переданное затем в Западную Белоруссию.

### Перевозка в Барановичи
Основное церковное имущество (алтари, 10 киотов, 20 образов на досках, 9 образов на дереве и полотне, три мозаичных образа («Матерь Божия Умиление», «Митрополит Алексий» и «Иосиф Волоцкий»)) было доставлено в Барановичи в 1926 году в трёх вагонах, чему немало поспособствовал сам А. Назаревский. После привоза данное имущество хранили в строении возле самой церкви, которое уже 5 сентября, возможно, в результате умышленного поджога, сгорело. Мозаики, хранившиеся в это время в другом месте, сохранились.
Остатки имущества Варшавского собора Александра Невского, как-то: четыре образа на цинке, семь двухстворчатых дубовых дверей, 40 фрагментов мозаики и 13 ящиков росписей на гипсовых пластинах, вкупе с иконостасом бывшей домовой церкви Варшавского королевского замка 23 августа 1928 года были переданы в Барановичи митрополитом Дионисием. Из доставленных 40 фрагментов мозаики 10 из-за невозможности сложить цельный рисунок до сих пор покоятся в подземельях собора, в то время как из 30 оставшихся фрагментов сложили 4 панно, которые и разместили на внутренних и внешних стенах храма.

### Мозаики
Мозаик, расположенных как внутри, в интерьере собора, так и снаружи, на фронтонах, насчитывается семь композиций.
Мозаика, находящаяся в соборе, имеет больше 20 000 оттенков смальты. Последняя изготавливалась в мастерской Фролова. Слой стекла покрывался сусальным золотом и сверху тиражировался ещё один слой стекла. Всего в соборе использованы семь из 16 мозаичных панно Александро-Невского собора.
Из мозаики Александро-Невского собора, сделанной по эскизу Виктора Васнецова, в Барановичах есть только один фрагмент — «Богоматерь с младенцем», расположенная в конхе апсиды и являющая фрагментом огромной — на 1 тысячу м² — композиции под названием «О тебе радуемся» Варшавского собора. Это поплечное изображение Матери Божией с Сыном, имеющее объёмную трактовку лиц, в тёмно-вишнёвой с голубой и светло-оранжевой одежде соответственно выделяет их силуэты на фоне золотых нимбов. При этом исследователь А. Н. Кулагин устверждает, что на стенах собора присутствуют также и другие мозаики Васнецова: мозаика «Отечествие» и портрет Симеона Полоцкого в полный рост с книгой и свитком.
С левой стороны алтаря, над северным входом, в храме находится мозаичная композиция «Деисус», сделанная по картону Николая Кошелева. На ней представлен Иисус Христос на белом облаке в окружении ангелов. В руках Христа — раскрытая Библия со словами «Міръ Вамъ». Для данной мозаики решение было найдено в сочетании насыщенных и глубоких тонов.
На улице, в тимпане фронтона южного портика собора размещена мозаичная композиция «Христос с донатором» («Спас с донатором»; раньше называлась «Слава Александра Невского»), выполненная по картонам Кошелева. На ней к ногам Иисуса склонился донатор — человек, в руках которого модель собора, похожего на Варшавский. Христос держит корону, которую желает возложить на голову донатора. Личность донатора — русский князь Александр Невский, однако некоторые исследователи считают, что это изображение архитектора Варшавского собора — Леонтия Бенуа, получающего благословение от Спаса и князя на сооружение храма. Синие тона преобладают в цветовой гамме данной композиции над розовыми, зелёными, охристыми.
Тимпан фронтона северного портика украшает фрагмент мозаичной композиции «Собор архистратига Михаила» по живописным рисункам Николая Бруни. На ней архангел Михаил вознесён над всеми прочими персонажами. Под ним в центре композиции — молодой Иисус Христос. По обеим сторонам ангелы и святые обращаются к ним. К сожалению, эта мозаика сильно повреждена при разборке Варшавского собора и имеет значительные утраты.
Ещё одна мозаичная композиция Бруни «Богоматерь с ангелами» находится в интерьере собора над южным входом. На ней изображена Богородица, которая в окружении ангелов сидит на троне. Для нимбов на ней применены растительные орнаменты; в цветовой гамме используются различные оттенки светло-голубого, зелёного, розового, глухого синего и красного цветов в сочетании с золотом самой смальты. Эта мозаика также имеет значительные утраты смальты. Утраченные детали заменили фресками во время монтажа в 1929 году.
На опорных столбах храма размещены привезённые из Варшавы мозаичные изображения — «митрополита Алексия» (на северном столбе) и «преподобного Иосифа Волоцкого» (на южном), сложенные по картонам В. Думитрашко.

## Комментарии
1. ↑  Иногда указывается, что иконостас был изготовлен в «псевдовизантийском духе» между 1929 и 1930 годами специально для образов собора Варшавы. См.: Харэўскі С. В. Культавае дойлідства Заходняй Беларусі 1915—1940 гг.. — Вильня: ЕГУ, 2008. — С. 40. — 102 с. — ISBN 978–9955–77-13–9..
2. ↑  Иногда указываются 1901—1911 годы. См.: Чантурия В. А. Памятники архитектуры и градостроительства Белоруссии. — Минск: Полымя, 1986. — С. 47. — 240 с..